# 款场乡
款场乡，是中华人民共和国贵州省黔东南苗族侗族自治州三穗县下辖的一个乡镇级行政单位。

## 行政区划
款场乡下辖以下地区：
款场村、兴隆村、龙脚村、三联村、中等村、等溪村、桂平村、便路村、木坳村和良地村。